# Un nuevo comienzo (A New Beginning)
Un nuevo comienzo (A New Beginning) es un extended play de la boy band Menudo, lanzado el 20 de octubre de 2023 por la discográfica Mistar Entertainment, LLC. En esta formación participaron los integrantes Nicolas Calero, Gabriel Rossell, Andres Emilio, Alejandro Querales y Ezra Gilmore, todos descendientes de latinos.
La lista de canciones está compuesta por siete temas. Entre ellos, "Mi amore", "Feelin'" y "Tú y yo" fueron lanzados como sencillos. La última mencionada, al igual que "Connection", también cuenta con una versión en inglés. El álbum concluye con una versión en dueto en español de "Mi Amore", interpretada junto a F.A.S.T y DJ Triple X.

## Divulgación
Para promocionar este nuevo trabajo, el grupo se embarcó en una gira por territorio estadounidense que incluyó conciertos en veinte ciudades. Los espectáculos comenzaron el 7 de julio de 2024 en Boston, Massachusetts, y finalizaron el 10 de agosto del mismo año en Los Ángeles, California.
El grupo realizó apariciones en programas y especiales de televisión, como los Kids Choice Awards, donde presentaron una nominación, y en la "Fiesta Latina de iHeartRadio", donde interpretaron algunas de sus canciones.
El grupo también lanzó en su canal de YouTube una serie llamada "Momentos Menudo", en la que comparten curiosidades sobre cada uno de los integrantes de la banda.

## Sencillos
Se lanzaron tres sencillos. El primero fue la canción "Mi amore", que se anunció el 20 de mayo de 2023, el mismo día en que se presentaron los nuevos integrantes del grupo al público. El proceso para encontrar a los nuevos integrantes comenzó en agosto de 2022, cuando Menudo Productions, junto con el presentador de televisión Mario López, inició audiciones virtuales para talentos de entre 12 y 16 años. Los nuevos integrantes son artistas con experiencia en actuación, canto y composición de canciones.
Como parte de la promoción del nuevo sencillo, el grupo apareció en diversos programas de televisión y plataformas digitales. El videoclip presenta una escena muy típica de una película teen estadounidense, con un baile escolar lleno de adolescentes y desilusiones amorosas.
La pista "Feelin'" fue lanzada como el segundo sencillo. La canción fue compuesta por Luis Salazar, Yoel Henríquez, Andy Clay y Kemzo, y producida por el equipo de productores musicales VrB Tunes (Orlando Vitto y Renzo Bravo). Según el sitio Latinidade, la música "representa la evolución de los niños como artistas, manteniéndose fiel al sonido característico que resuena con todas las edades". El videoclip fue dirigido por Brian Bayerl, y presenta a Alejandro, Andrés, Gabriel, Ezra y Nicolás mostrando sus movimientos de baile y destacando su química como grupo. Comercialmente, debutó en la posición número 24 en la lista musical Latin Pop Airplay de la revista estadounidense Billboard, y alcanzó como máximo la posición 23, que logró en la semana siguiente. En total, permaneció tres semanas entre las mejores posiciones de esta lista. Además, logró más de 10 millones de visualizaciones en YouTube poco tiempo después de su lanzamiento.
"Tu y yo" fue el tercer sencillo y se lanzó paralelamente con el EP. La producción estuvo a cargo de Alex J, con la colaboración de Sebastián Yatra, según Alex, uno de los integrantes del proyecto. La letra trata sobre los esfuerzos de un joven enamorado por conquistar a una chica, dedicándole canciones, palabras bonitas y versos sinceros hasta que el sentimiento sea recíproco. El videoclip, grabado en cinco locaciones —México, Los Ángeles, Nueva York, Miami y Puerto Rico—, complementa la narrativa romántica, mostrando imágenes que capturan la esencia del tema.

## Lista de canciones
| N.º | Título                                                        | Escritor(es)                                                             | Duración |  |
| 1.  | «Tú y yo»                                                     | Alexander Campos, Alvarez Edmundo                                        | 3:53     |  |
| 2.  | «Mi amore»                                                    | Warren Meyers, Jonas Zekkari, Jordan Fairie, Anjeanette Chirino          | 3:20     |  |
| 3.  | «Feelin'»                                                     | Andy Clay, Yoel Henríquez, Luis Salazar, Carlos Humberto Dominguez Kemzo | 2:42     |  |
| 4.  | «Connection»                                                  | Scott Russel Stoddart, Andrew Love, Leroy Sanchez Bejarano               | 3:26     |  |
| 5.  | «Tú y yo» (English version)                                   | Alexander Campos, Alvarez Edmundo                                        | 3:53     |  |
| 6.  | «Connection» (English version)                                | Scott Stoddart, Andrew Love                                              | 3:27     |  |
| 7.  | «Mi amore (F.A.S.T x & DJ Triple XL Remix)» (Spanish version) | Warren Meyers, Jonas Zekkari, Jordan Fairie, Anjeanette Chirino          | 3:29     |  |